# NGC 549
NGC 549 é uma galáxia espiral (Sa) localizada na direcção da constelação de Sculptor. Possui uma declinação de -38° 00' 26" e uma ascensão recta de 1 horas, 25 minutos e 07,0 segundos.
A galáxia NGC 549 foi descoberta em 29 de Novembro de 1837 por John Herschel.